# Refinería Ing. Antonio M. Amor
La refinería Ing. Antonio M. Amor (RIAMA), también llamada refinería de Salamanca, es una refinería de petróleo ubicada en la localidad de Salamanca en el estado mexicano de Guanajuato. Junto a otras cinco refinerías, forma parte del Sistema Nacional de Refinación (SNR), propiedad de la empresa paraestatal mexicana Petróleos Mexicanos (PEMEX). Fue inaugurada en 1950 durante la administración del presidente Miguel Alemán Valdés y es la refinería de PEMEX más antigua construida por la misma empresa.

## Toponimia
El nombre fue dado en honor al ingeniero zacatecano Antonio M. Amor, que tras la fundación de PEMEX fue nombrado como jefe del departamento de Nuevos Proyectos.
Falleció en 1949 (un año antes de su inauguración), razón por la que no pudo ver el proyecto y por el que se nombró en su honor. El 30 de julio de 1950, fecha de su inicio de operaciones, el presidente del Consejo de Administración de PEMEX decidió ponerle el nombre en su honor.

## Historia
Desde 1943 PEMEX inició con un proceso de adquisición de terrenos que estarían destinados en la construcción de una nueva refinería en las cercanías de la ciudad de Salamanca, ubicada en el centro-norte del país en Guanajuato.
Se seleccionó una zona rural que se dedicaba en su mayoría a la agricultura y cuya población no superaba en aquel entonces los veinte mil habitantes. El proyecto fue encargado al ingeniero y diseñador estadounidense Arthur G. McKee, cuya especialización era en la industria de metales como hierro y acero y tenía un alto reconcomiendo en su país natal.
Inició operaciones el 30 de julio de 1950 y la inauguración oficial del complejo fue al día siguiente, el 31 de julio del mismo año. El evento fue tan importante que hubo una transmisión de radio a nivel nacional durante la inauguración.
Cuando abrió su producción era de 50 000 barriles diarios. Para 1955 entró en operación la planta procesadora de lubricantes y parafinas. En 1962, debido a la creciente necesidad de fertilizantes y la instalación de plantas productoras de ese tipo en el Bajío, entró en operación la planta de amoniaco. En 1970 se duplica la capacidad de producción de barriles diarios a 100 000. En 1984 se da una ampliación aun mayor, quedando su producción diaria en 235 000 barriles diarios.
En mayo del 2019 el presidente Andrés Manuel López Obrador y el director general de la empresa Octavio Romero Oropeza realizaron una gira de trabajo en dicha refinería. El Presidente anunció que se destinarían dos mil millones de pesos para el mejoramiento (manteamiento y rehabilitación) de sus plantas como un plan de «soberanía energética». Posteriormente durante 2019 tres plantas fueron totalmente reparadas.

## Características
Ocupa un área de 518 ha. Cuenta con cuarenta y cinco plantas con una capacidad de producción de 220000 barriles por días. 

### Zona que abastece
Abastece principalmente al centro-norte y occidente del país. Específicamente los estados de Aguascalientes, Colima, Durango, Guanajuato, Jalisco, Michoacán, Nayarit, San Luis Potosí y Zacatecas.